# Infiniti EX
El Infiniti EX (en Japón: Nissan Skyline Crossover) es un automóvil todoterreno del segmento D producido por el fabricante japonés Infiniti desde fines del año 2007. Es un cinco puertas con cinco plazas, motor delantero, caja de cambios automática de cinco marchas y tracción trasera o a las cuatro ruedas. Su altura exterior es inusualmente baja para un todoterreno, lo que lo asemeja a un familiar con suspensión elevada. Algunos de los rivales del EX son el Acura RDX, el Audi Q5, el BMW X3, el Land Rover Freelander y el Mercedes-Benz Clase GLK.
La plataforma del EX, de construcción monocasco, es la misma del Nissan 350Z y de los Infiniti G, Infiniti M e Infiniti FX actuales. La pintura de la carrocería está hecha de una resina elástica, que puede reparar rayones menores por sí misma en menos de una semana.
Los motores disponibles para el EX son un gasolina V6 atmosférico de 3.5 litros de cilindrada y 300 CV de potencia máxima, y otro de 3.7 litros de cilindrada y 320 CV. Ambos tienen cuatro válvulas por cilindro, dos árboles de levas a la cabeza por bancada, distribución de válvulas variable e inyección indirecta. El 3.7 litros se ofrece solamente en Europa y Japón, y el 3.5 litros solamente en el resto de los países donde el EX está a la venta.
En el 2013 se anuncia el Infiniti QX50, sucesor del Infiniti EX.